# Hanna Folkesson
Hanna Folkesson , nascida em 1988 , é uma futebolista sueca, que atua como média . 

Atualmente (2013), joga pelo  Umeå IK . 

## Clubes
- Umeå IK